# Rhesusabe
Rhesusaben (Macaca mulatta) er en art i slægten makakaber, der er udbredt over en stor del af Asien. Arten har spillet en stor rolle i lægevidenskaben og biologien, hvor den stadig bruges som forsøgsdyr. Aben har givet navn til rhesusblodsystemet.

## Etymologi
Navnet Rhesus kommer fra Rhesos, en thrakisk konge i græsk mytologi som kæmpede på Trojas side under den trojanske krig. Navnet har ifølge artens navngiver, den franske maler og naturhistoriker Jean-Baptise Audebert (1759-1800), ingen særlig mening i forhold til dyret.

## Udbredelse
Rhesusaben lever i Asien, fra Afghanistan over Indien, som er dens primære udbredelsesområde, til det sydlige Kina og de nordlige dele af Thailand og Vietnam. Arten forekommer også på Hainan-øen. I Florida og Puerto Rico findes forvildede flokke som tidligere har været husdyr.

## Beskrivelse
Pelsen er brun til olivengrøn og den hårløse del af ansigtet er rosa eller rød. Kropslængden er 47 til 65 centimeter og halens længde er med 19 til 30 centimeter gennemsnitlig for makakaber. Vægten kan hos hanner nå op på 7,7 kilogram. Hanner kan blive dobbelt så store som hunner. I gennemsnit vejer hunner 5,4 kilogram.

## Levevis
Rhesusaber er ikke specialiserede med hensyn til levested. De forekommer både i lavlandet og i Himalayas højlandsskove op til 4000 meter over havet. De findes til og med i indiske storbyer. Rhesusaben er god til at svømme og klatre, og den bevæger sig ofte på jorden. Den ligner de andre makakaber med hensyn til den sociale adfærd. Rhesusaber lever i store grupper med op til hundrede individer (sjældent op til 180 medlemmer), som kan bestå af betydeligt flere hunner end hanner. I hver gruppe findes et udpræget hierarki og et stort antal forskellige lyde anvendes i kommunikationen. Gruppen er ikke særlig territorial over for andre grupper. Der forekommer desuden grupper, der kun består af hanner.

### Føde
Rhesusaber er altædende og lever især af frugt, men tager også blade, rødder og frø samt insekter og andre mindre dyr.

### Formering
Når rhesusabehunnen er klar til parring er den stærkt rødfarvet i et nøgent område ved bagdelen. Individer som lever i højlandsområder har parringstid om efteråret, så ungerne fødes om foråret. Hos lavlandsindivider findes ingen bestemt parringstid. Efter drægtighedsperioden, som er på 165 dage, føder hunnen oftest en enkelt unge, undertiden tvillinger. I ungens andet leveår stopper hunnen med at give die. Hunner bliver kønsmodne efter 2½ til 4 år, mens hanner bliver det efter 4½ til 7 år. Rhesusaber bliver op til 30 år gamle.

## Rhesusaber og mennesker
I hinduismen regnes rhesusaber som hellige dyr. De kan leve uden at blive generet af mennesker i byerne og forekommer oftest ved hinduernes tempelanlæg. De er også vigtige som forsøgsdyr, fordi de er nemme at passe. Opdagelsen af rhesusfaktoren skete omkring 1940 med individer af denne art.
Den 18. juni 1948 placeredes en rhesusabe med navnet Albert i spidsen af en V2-raket før en testflyvning, men primaten døde allerede ved starten. Mellem 1959 og 1960 indgik rhesusaber i NASAs Mercuryprogram, hvor nogle individer sendtes ud i rummet, for eksempel under missionen Little Joe 1B. År 2000 blev første rhesusabe klonet.
Tidligere indfangedes mange individer i naturen af hensyn til forskning, hvilket i nogle regioner betød en større tilbagegang i populationen. I dag avles forsøgsdyr mest direkte i udlandet og derfor er den største nuværende trussel ødelæggelsen af rhesusabernes levesteder. I nogle af deres oprindelige leveområder er de udryddede eller meget sjældne (for eksempel i det sydlige Kina og i Tibet), men i Indien er de beskyttede på grund af deres status. Hele arten listes af IUCN som ikke truet (LC).